# Budești
Budești – prowincjonalne miasto w okręgu Călărași na Wołoszczyźnie w Rumunii. Położone około 30 km na południowy wschód od Bukaresztu.
Ludność miasta liczy 9702 osoby i jest w 99,59% wyznania prawosławnego. Według danych z 2002 roku Budești ma największy w Rumunii odsetek ludności romskiej w rejonach zurbanizowanych (ponad 20%). Jest także jedynym miastem, w którym język romski ma status języka urzędowego (szkoły, urzędy, sądy).